# Lexus SC
Lexus SC — люксові автомобілі, що випускалися Lexus з 1991-го по 2010 роки. В першому покоління це купе, в другому - родстер.

## Перше покоління (JZZ31/UZZ31; 1991-2000)

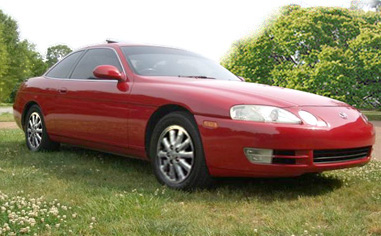
Lexus SC 400 (1991-1997)

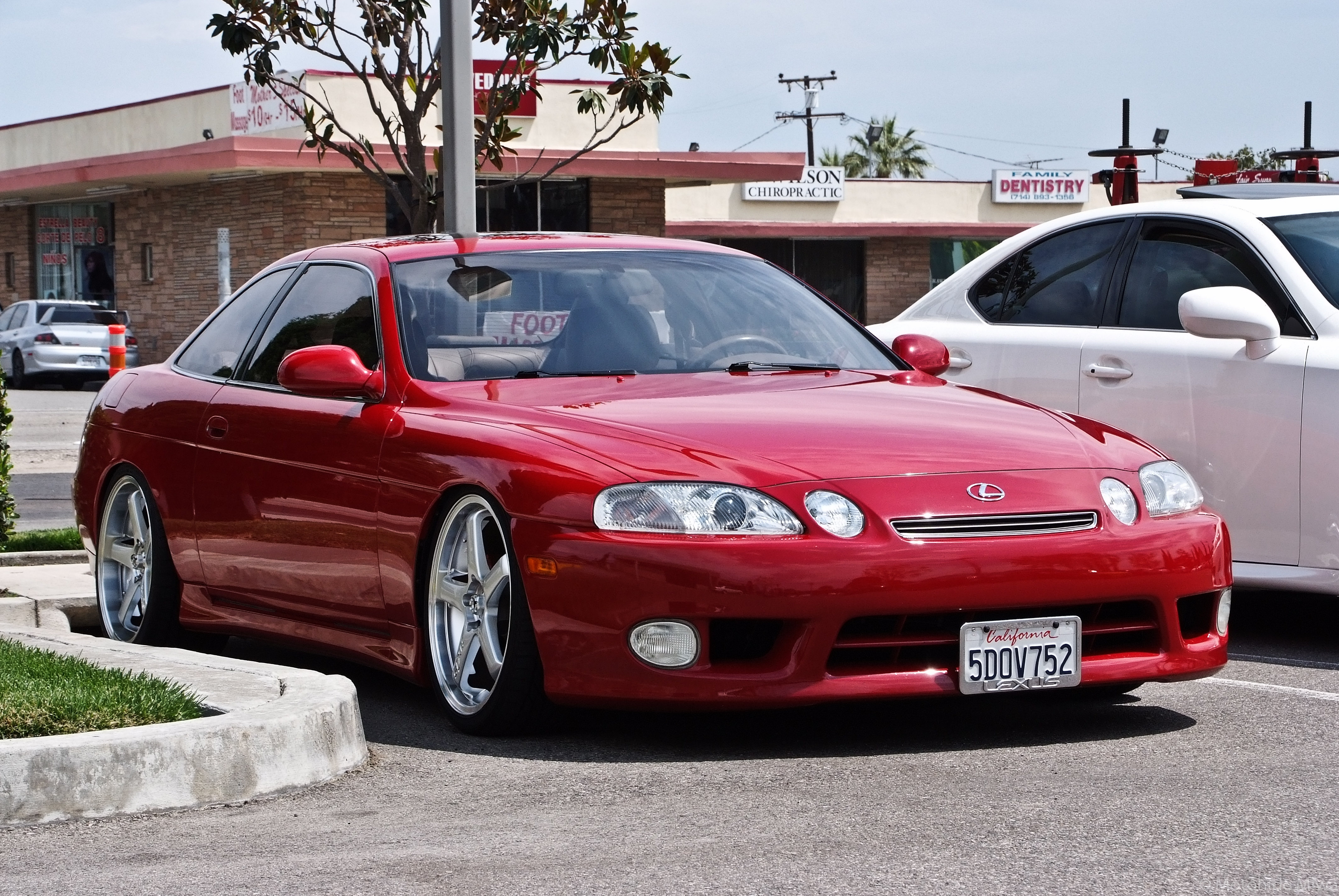
Lexus SC 300/400 (1997-2000)

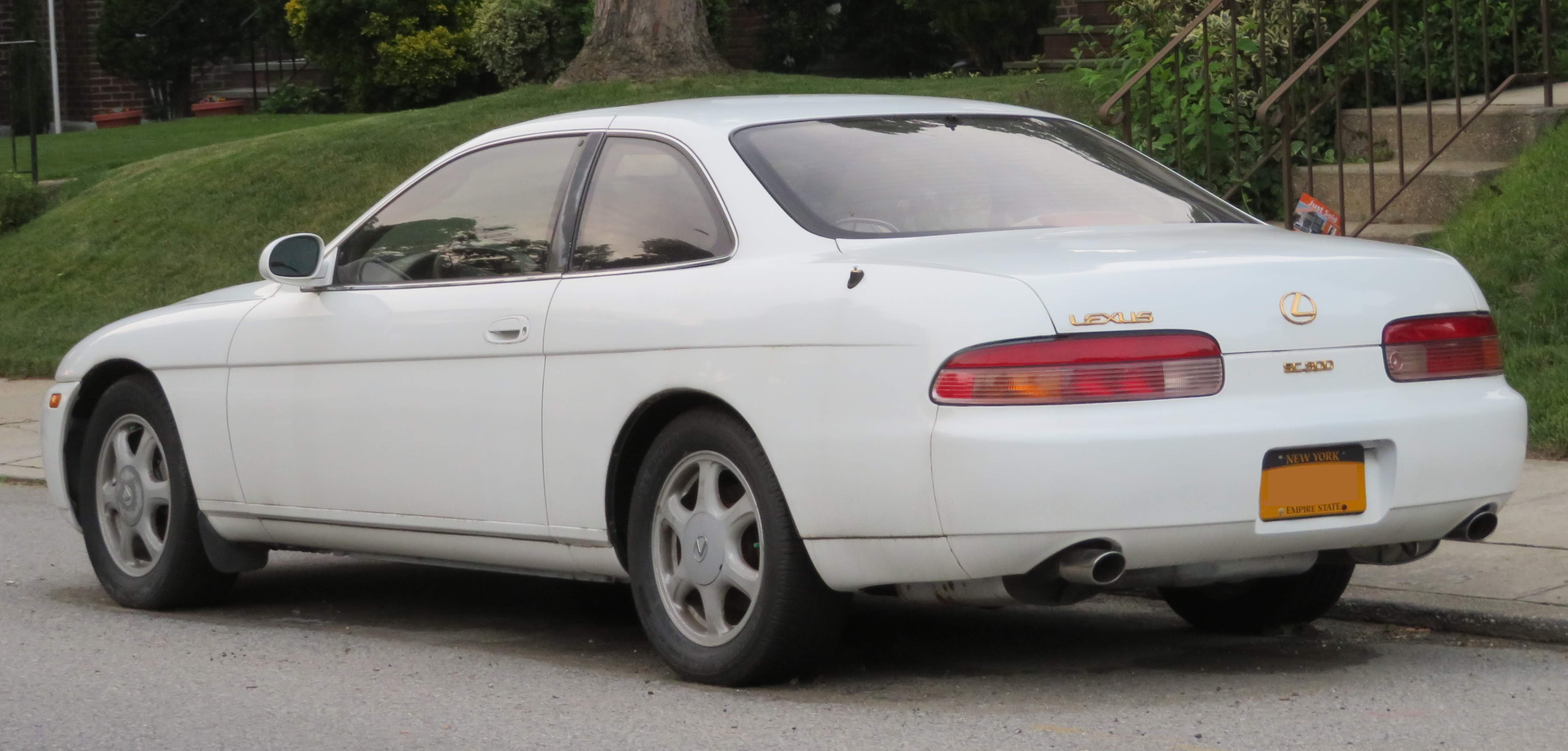

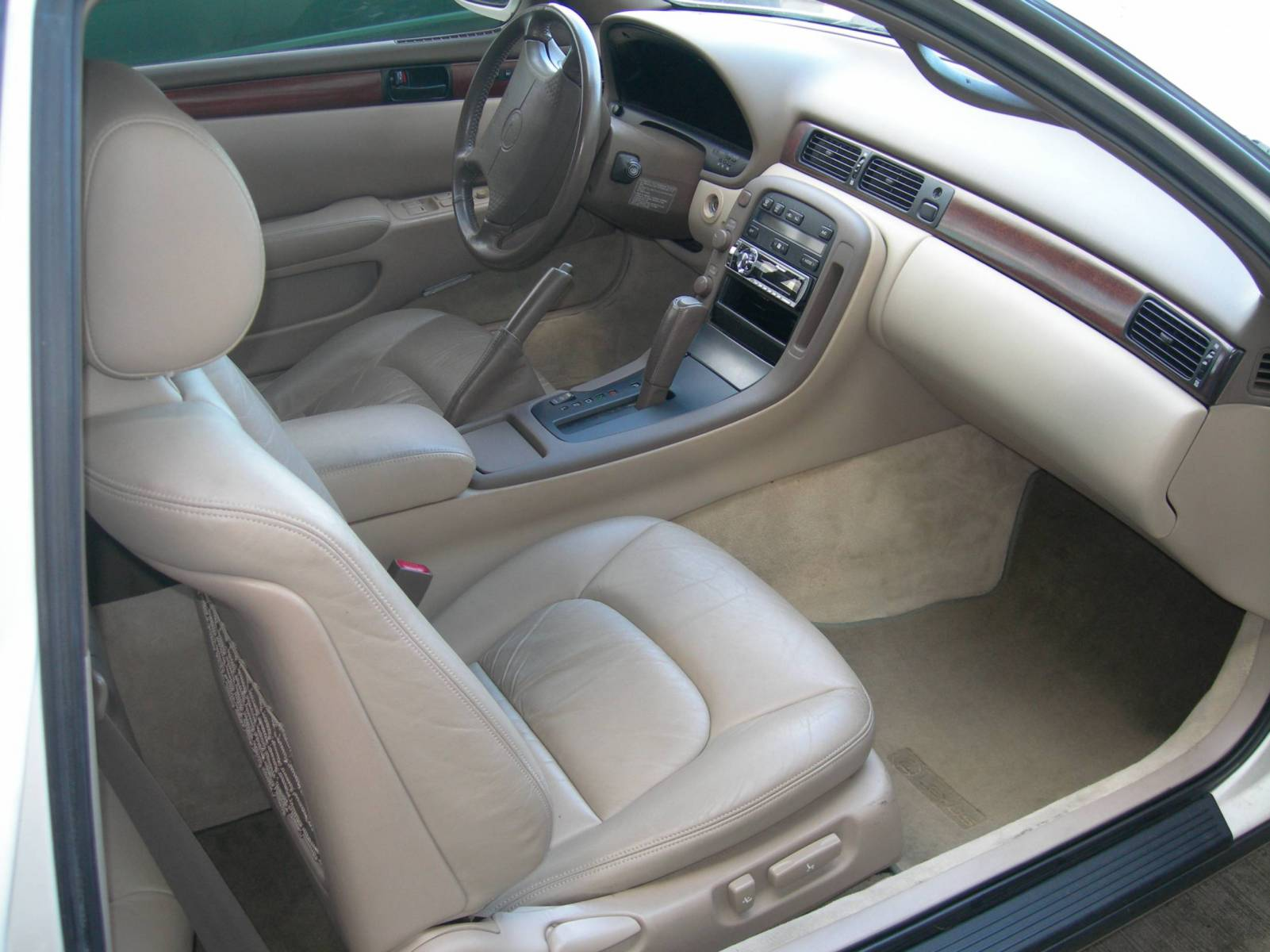

На початку 1990-х років після дебюту марки Lexus, автомобільній пресі повідомлено про випуск майбутнього купе середнього класу, щоб конкурувати з розкішним купе інших марок, таких як Acura Legend купе, Infiniti M30 купе та Cadillac Eldorado. В цей момент в Toyota не було справжнього розкішного купе в своєму модельному ряду. Купе мало отримати двигун V8, від седана LS 400 і задній привід.
SC 400 дебютував на 1 червня 1991 року в Сполучених Штатах як модель 1992 року. SC 400 отримав 4.0 л V8 1UZ-FE, який використовується в LS 400.
У липні 1992 року в США представлено SC 300 з меншим двигуном 3.0 л Р6 2JZ-GE.
В 1997 році SC 300 і SC 400 були модернізовані, двигуни отримали систему VVT-i.
Перше покоління SC тривала у виробництві до 7 липня 2000 року.

### Двигуни
- SC 300 3,0 л 2JZ-GE Р6 228 к.с.
- SC 400 4,0 л 1UZ-FE V8 294 к.с.

## Друге покоління (UZZ40; 2001-2010)

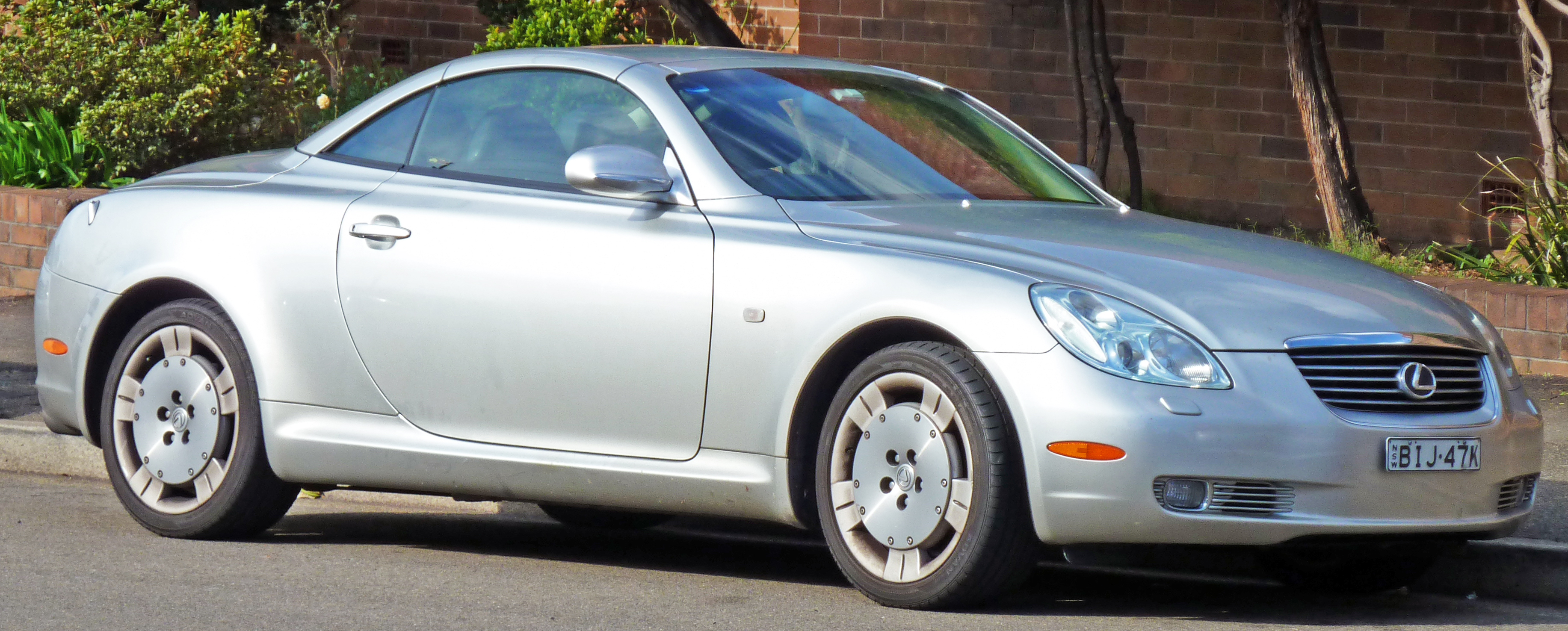
Lexus SC 430 (2001-2005)

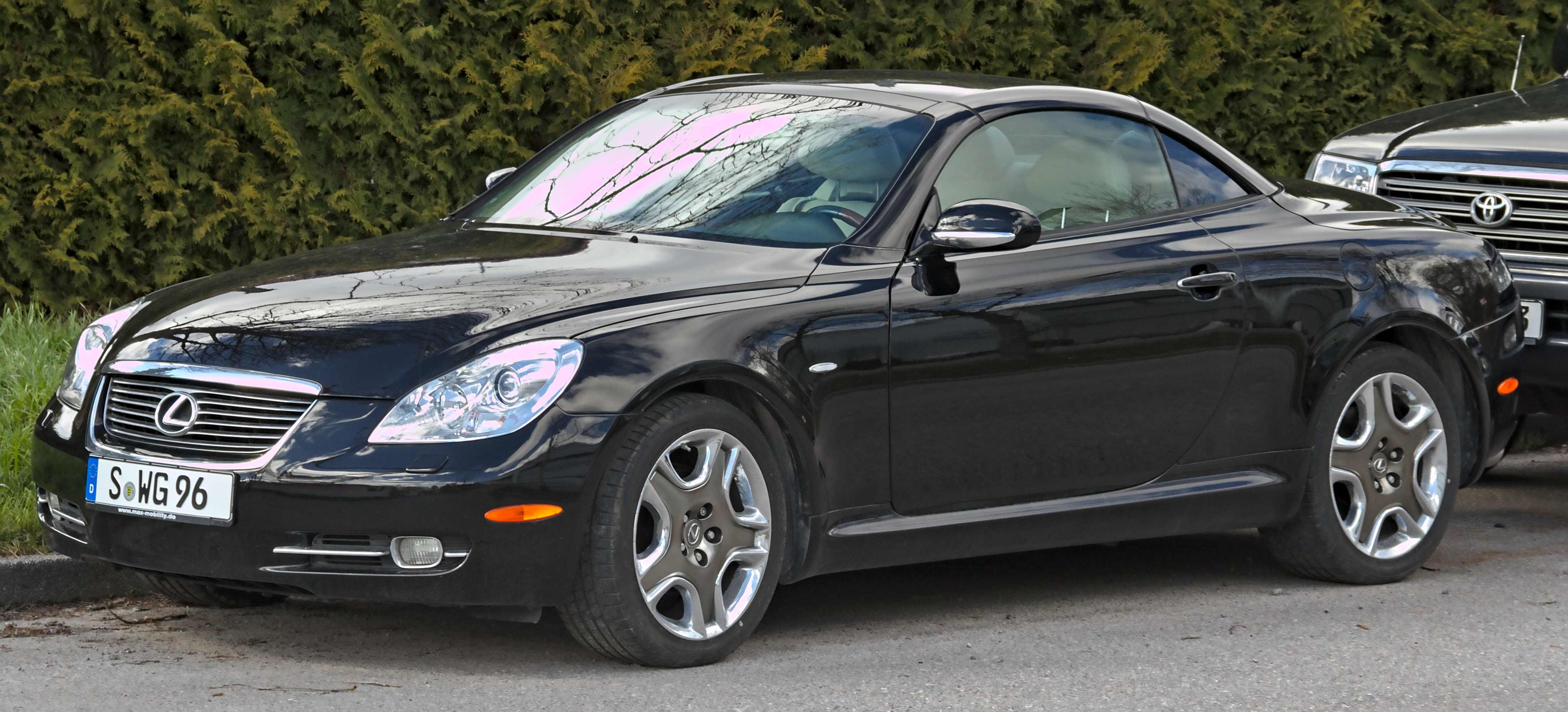
Lexus SC 430 (2005-2010)

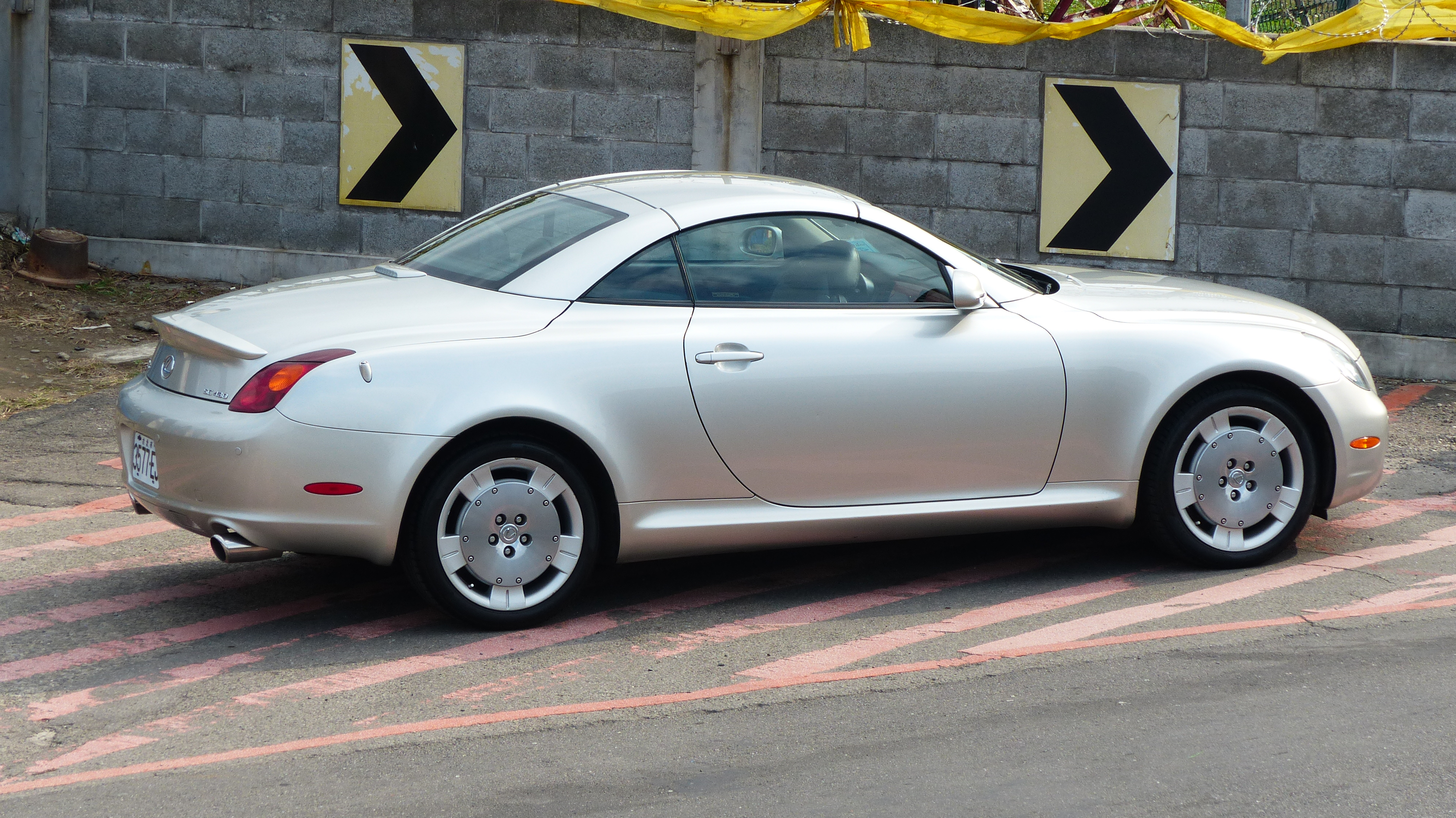

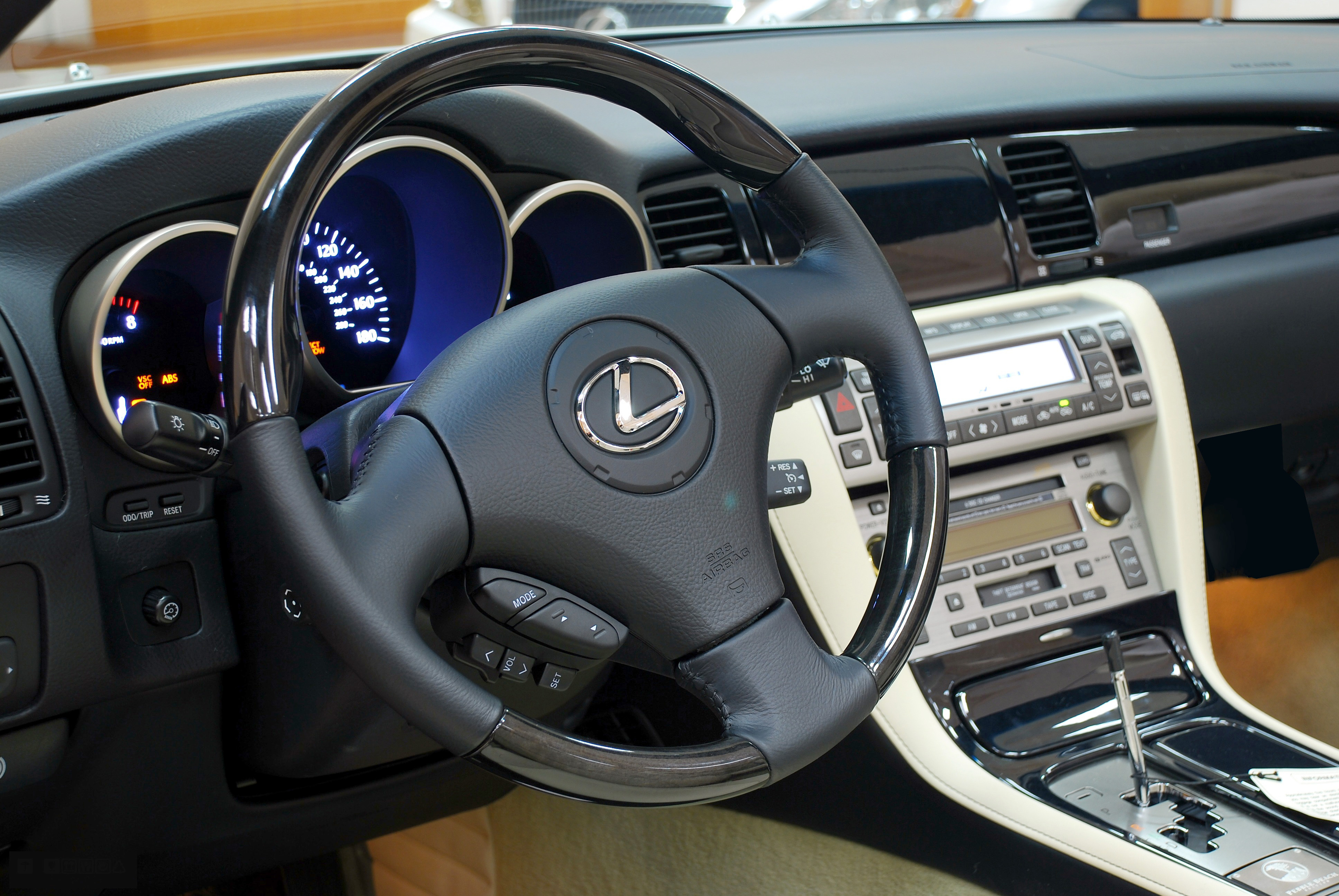

Друге покоління SC пропонується у вигляді задньопривідного родстера з жорстким складним верхом поєднує, що в собі спортивність і елегантність, коефіцієнт лобового опору повітрю становить 0,29 одиниць. V-подібний 8-циліндровий двигун Lexus SC430 (3UZ-FE) об'ємом 4293 см3 розвиває максимальну потужність в 278 к.с. при 5600 об/хв. Єдина доступна коробка передач - 6-ступінчаста АКПП.
Під час процедури трансформації жорсткого складного верху (електроприводи, операція займає 25 секунд) кришка багажника Lexus SC430 не тільки відкривається, але і зміщується назад для того, щоб алюмінієві елементи даху переміщалися безперешкодно.
Аудіосистема від Mark Levinson складається з восьми динаміків і сабвуфера і включає в себе систему Automatic Sound Levelizer, автоматично регулюючу гучність звучання в залежності від швидкості руху і положення даху. Уже в базове оснащення Lexus SC430 входить система адаптивного освітлення i-AFS.
У 2005 році модель модернізували.
У липні 2010 року Lexus зняла з виробництва модель SC 430..

### Двигун
- 4.3 L 3UZ-FE V8 278 к.с. при 5600 об/хв 419 Нм при 3400 об/хв